# 銀河上々物語/Burn the fire!!/ナチュラルボーン・アイドル
「銀河上々物語/Burn the fire!!/ナチュラルボーン・アイドル」（ぎんがじょうじょうものがたり/バーンザファイヤー/ナチュラルボーン・アイドル）は、女性アイドルグループ『アップアップガールズ（仮）』のT-Palette Recordsへの移籍後5枚目のCDシングルである。2013年6月5日に発売された。

## 概要
トリプルA面シングル。アップアップガールズ（仮）が2013年4月13日にアップアップガールズ（仮） 3rd LIVE 横浜BLITZ大決戦（仮）を終え、新境地（アプガ第2章）に進み出したタイミングでのリリースとなる。ジャケットは、漫画家のナカGによるもので、その他にナカGによる漫画も掲載されている。
「銀河上々物語」は、これまでの約1年間にシングル11枚・アルバム1枚をリリースしてきた、アップアップガールズ（仮）が新境地という未知の舞台に進み出す決意・心情をテーマとして、そのテーマを宇宙旅行に例えた曲。振り付けも宇宙をイメージしたもので、宇宙船「ギャラクシーアプガ号」が最初の目的地である月を目指しているという設定になっており、曲の最後の部分は、月に着いたメンバーが手作りの旗を立てるイメージである。
「Burn the fire!!」は、B'z「ultra soul」を意識した応援歌。アップアップガールズ（仮）は、今までも攻め曲を歌ってきており、この曲も攻め曲ではあるが、今までのやわらかい表現を用いた曲とは異なり、命令形を用いるなど、強気な表現になっている。
「ナチュラルボーン・アイドル」は、アップアップガールズ（仮）としては珍しく、曲調と歌詞がキュートなアイドルソング。2010年以降に流行している「情報量の多いアイドルソング」で、今のアイドルとは違う「古き良きアイドル」を面白おかしく歌っている。振付師の竹中夏海から「ナチュラルボーンアイドル」という評価を受け、小悪魔と呼ばれているメンバーの関根梓の行動が「曲を作るヒント」となっている。なお、関根はこの曲のメインボーカルであり、センターポジション的役割を果たしている。

## 経緯
アップアップガールズ（仮）は、2012年9月2日、代官山UNITにてアップアップガールズ（仮） 1st LIVE 代官山決戦（仮）を開催した。同ライブでは5曲の新曲を初披露したが、その内の1曲として「Burn the fire!!」を披露した。翌2013年4月13日には、横浜BLITZにてアップアップガールズ（仮） 3rd LIVE 横浜BLITZ大決戦（仮）を開催し「ナチュラルボーン・アイドル」を初披露した。
4月27日、同グループは幕張メッセで行われた『ニコニコ超会議』内のイベント「ニコニコ超アイドルステージ」に参加し、トリプルA面シングルを6月5日に発売することを発表し、4月30日、T-Palette Recordsはアップアップガールズ（仮）が6月5日にCDシングル「銀河上々物語/Burn the fire!!/ナチュラルボーン・アイドル」をリリースすることを発表した。5月1日から2日にかけては「銀河上々物語」のレコーディングが行われた。
5月14日には、iTunes Storeで「Burn the fire!!」「ナチュラルボーン・アイドル」が先行配信された。5月31日から6月2日にかけては「銀河上々物語」のダンスレッスンが行われた。
6月4日から6月8日にかけては、CDシングルの販促イベントを行った。その初日である4日は、メンバーの仙石みなみ・古川小夏・佐藤綾乃がタワーレコード渋谷店の店頭でCDの販売を自ら行った後、ダイバーシティ東京のフェスティバル広場にてイベント（ミニライブ＆握手会）を行った。同イベントでは「銀河上々物語」を初披露したほか、メンバーにサプライズで、アップアップガールズ（仮）1stライブハウスツアー アプガ第二章（仮）開戦前夜の開催が発表された。この時点で発表されたライブハウスツアーの日程は以下の通り。いずれも2013年8月に行われた。
| 日付 | 地域           | 会場名                        |
| ---- | -------------- | ----------------------------- |
| 13日 | 〜長野凱旋〜   | CLUB JUNK BOX NAGANO          |
| 14日 | 〜高崎凱旋〜   | 高崎club FLEEZ                |
| 15日 | 〜熊谷決戦〜   | Heaven's Rock Kumagaya VJ-1   |
| 16日 | 〜宇都宮決戦〜 | Heaven's Rock Utsunomiya VJ-2 |
| 20日 | 〜豊橋決戦〜   | 豊橋KNOT                      |
| 22日 | 〜神戸決戦〜   | 神戸ウィンターランド          |
| 23日 | 〜京都決戦〜   | KYOTO MUSE                    |

メンバーの関根梓の出身地である長野県と新井愛瞳の出身地である群馬県での公演を含め、計7公演が行われた。
翌2014年2月19日には「銀河上々物語」「Burn the fire!!」を収録したアルバム『セカンドアルバム（仮）』が発売された。

## 収録曲
全作詞：NOBE、全作曲・全編曲：michitomo
1. 銀河上々物語(5:52)
2. Burn the fire!!(5:15)
3. ナチュラルボーン・アイドル(5:08)
4. 銀河上々物語(Instrumental)
5. Burn the fire!!(Instrumental)
6. ナチュラルボーン・アイドル(Instrumental)